# (19833) Wickwar
(19833) Wickwar (2000 SA230) – planetoida z grupy pasa głównego asteroid okrążająca Słońce w ciągu 4,92 lat w średniej odległości 2,89 j.a. Odkryta 28 września 2000 roku.